# Echis
Echis är ett släkte av ormar som ingår i familjen huggormar.
Arterna är små till medelstora med en längd upp till en meter. De förekommer från västra och norra Afrika över Mellanöstern till Indien och Sri Lanka. Släktets medlemmar vistas främst på gräsmarker och i landskap med glest fördelade träd. Födan varierar beroende på art mellan spindlar, skorpioner, ödlor, andra ormar, fåglar och mindre däggdjur. När de hoprullade individerna slipar fjällen mot varandra uppstår ett skallrande ljud. Kroppens färgsättning är ett bra kamouflage. Bettet från dessa ormar medför ofta människans död. Honor lägger ägg.

## Systematik
Arter enligt Catalogue of Life:
- Sandrasselhuggorm (Echis carinatus)
- Echis coloratus
- Echis hughesi
- Echis jogeri
- Echis leucogaster
- Echis megalocephalus
- Echis ocellatus
- Echis omanensis
- Echis pyramidum

The Reptile Database listar ytterligare två arter:
- Echis borkini
- Echis khosatzkii